# Яр Міловатський
Яр Міловатський — балка (річка) в Україні Олексіївській сільській громаді Лозівського району та Донецькій селищній та Балаклійській міській громадах Ізюмського району Харківської області. Ліва притока річки Кисіль (басейн Сіверського Дінця).

## Опис
Довжина балки приблизно 9,05 км (з яром Стубло), найкоротша відстань між витоком і гирлом — 7,81  км, коефіцієнт звивистості річки — 1,12 . Формується декількома балкамим та загатами.

## Розташування
Утворюється злиттям двох ярів Євсюкового і Стубла у селі Новомиколаївка. Тече переважно на південний захід через село і у селі Сумці впадає у річку Кисіль, ліву притоку річки Береки.

## Притоки
- Яр Євсюків — права притока у Донецькій та Балаклійській громадах. Бере початок на півдні від села Шебелинка, тече переважно на південь і впадає до яру Міловатського у селі Новомиколаївка[4]
  - Горіла Друга — ліва притока яру Євсюкового, бере початок у селі Серафимівка, тече на південний захід[5]
    - Горіла Перша — права притока Горілої Другої, впадає на південно-західній околиці села Серафимівка[6]

- Яр Стубло — ліва притока у Балаклійській громаді. Бере початок на північній стороні від селища Слобожанське, тече переважно на південний захід. Впадає до яру Міловатського у селі Новомиколаївка[7]
  - Яр Плоский — притока яру Стубла у верхній течії[8]
  - Яр Липовий — ліва притока яру Стубла, впадає на заході від селища Слобожанське[9]
  - Горіла Третя — права притока яру Стубла, впадає у північно-східній частині села Новомиколаївка[10]

- Яр Терновий — ліва притока у Балаклійській міській, Донецькій селищній та Олексіївській сільській громадах, впадає до Киселя на північній околиці села Сумці. Утворюється злиттям двох ярів Тернового першого та Тернового другого.[11]
  - Терновий 1-й — яр у Балаклійській міській громаді, правий витік яру Тернового. Тече спочатку на захід потім на південний захід через село Новомиколаївка і впадає у яр Терновий на північному сході від села Сумці.
  - Терновий 2-й — яр у Балаклійській міській громаді, лівий витік яру Тернового. Бере початок у селищі Слобожанське, тече переважно на захід  і впадає у яр Терновий на північному сході від села Сумці.

## Цікаві факти
- У XX столітті на балці існували водокачка та газова свердловина[2].